# 캄보디아의 대외 관계

캄보디아의 수교 현황

캄보디아는 UN 회원국이며, 세계은행과 IMF의 특별 회원이다. 아시아개발은행(ADB)과 ASEAN 회원국이고, 2004년 WTO에 가입하였고, 2005년에는 동아시아 정상회의(EAS)에 참가하였다.

## 상세
캄보디아는 많은 나라들과 외교관계를 수립하고 있는데, 대부분의 동남아 이웃국들과 파리평화협정에서 중요한 역할을 했던 미국, 오스트레일리아, 캐나다, 중국, 유럽 연합, 일본, 러시아 등과 수교 관계를 맺고 있다. 또한 캄보디아는 조선민주주의인민공화국과 대한민국 모두와 수교 관계를 맺고 있다.
1970년과 80년의 격동이 지나가고, 몇 차례의 국경 분쟁을 이웃국들과 경험했는데, 여전히 일부 도서와 베트남에 인접한 국경 및 타이와 접한 바다의 경계는 아직도 분쟁의 대상이 되고 있다.
2003년 1월, 프놈펜에서 타이의 인기 여배우 수바낭 콩잉의 발언으로 촉발된 앙코르 와트와 관련하여 소요가 발생했는데, 캄보디아의 언론과 훈센 총리까지 곤욕을 치른 사건이었다. 당시 타이는 자국민을 보호하기 위해 국경을 폐쇄하고 전투기를 출격시키는 등의 조치를 취했다. 2003년 3월 21일, 캄보디아 정부에서 타이 대사관을 파괴한 보상금으로 600만 달러의 보상금을 지불하고 국경이 다시 개방되었다.
2008년 태국과의 국경에 위치한 프레아 비히어 사원(크메르어: ប្រាសាទព្រះវិហារ, Preah Vihear Prasat)의 유네스코 세계유산 등록을 둘러싸고 캄보디아와 태국은 사원 인근에 각각 군대를 주둔시켰으며 잦은 충돌이 일어나고 있다.

## 캄보디아-한국관계
1970년 3월 18일 노로돔 시아누크가 국가원수직에서 물러남에 따라 조선민주주의인민공화국과의 기존의 외교관계를 단절하고 동년 8월에 대한민국과 외교 관계를 수립하였다. 1975년 크메르 루즈 집권 이후 대한민국과는 단교하고, 1975년 조선민주주의인민공화국과 재수교하였다. 노로돔 시아누크 국왕이 조선민주주의인민공화국에 망명을 하면서 맺은 친교로 인해 친북적인 성향을 띠었지만 민주주의와 입헌 군주제가 부활되면서 1993년 훈센 총리가 집권을 하면서 대한민국을 오가면서 친한파적인 성향을 많이 나타내었다. 대한민국과는 20여년간 관계가 단절되었다가 1996년 주 캄보디아 대표부 설치 및 1997년 주 캄보디아 대사관 개설을 거쳐 현재에 이르고 있다. 반면 캄보디아는 주한 대사관 현재 개설하고 있지만, 수교 초창기 당시 겸임 관할 지역을 조선민주주의인민공화국의 평양직할시가 아닌 일본의 도쿄도에서 대외 업무를 겸임했지만, 2001년 3월에 공식으로 개설되었다. 또한 2006년 세계문화엑스포를 11월 21일부터 한국과 공동으로 개최하였다. 이 엑스포에서 노무현 대통령도 참여를 하였으며, 앙드레 김의 특별 패션쇼를 개최하였다.

## 캄보디아-중국 관계
고고학적 증거에 의하면 캄보디아에는 기원전 2000년~1000년대 사이에 신석기 수준의 문명을 가진 사람들이 살았다.
 이들은 주로 중국 동남부에서 이주해 온 것으로 추측된다. 13세기에 들어 원나라의 크메르 제국 침공이 시작되었다.
론 놀의 쿠데타 이후 시하누크는 중국 베이징으로 탈출해 캄푸차 민족통일전선을 결성하여, 반론놀 공동투쟁을 호소하였다. 그를 도와 캄보디아로 귀국을 시킨 세력은 당시 모택동주의(마오이즘)에 심취한 폴 포트, 큐 삼판, 이엔 사리 등이 지휘하는 공산주의 세력 즉, 크메르루주였다. 10월 폴 포트는 시하누크를 옹립하고 론 놀 정권과의 사이에 내전이 시작되었다. 1979년 2월에는 중국군이 캄보디아 침공의 보복으로 베트남을 공격했다. 그러나 중국은 실전 경험 풍부한 베트남군에 참패해, 3월에 철수하게 된다.

## 캄보디아-베트남 관계
베트남과 캄보디아의 양자 관계는 캄보디아-베트남 전쟁(1976년~1990년)으로 인하여 오랫동안 긴장 상태였다. 캄보디아는 동쪽과 남동쪽으로 베트남과 1,137킬로미터에 이르는 국경선으로 맞닿아 있다. 역사적으로 긴 시간 동안, 캄보디아는 베트남의 정치 권력에 지배되어 왔고 베트남의 통치자에게 공물을 바쳐왔다. 1세기~6세기에 지금의 베트남 남부 지역은 매우 세련된 예술 및 건축 양식을 특징으로 하는 인도계 푸난 왕국에 속해 있었다. 푸난인들은 정교한 운하 체계를 갖추어 운송 및 관개용수 공급에 사용했다.:11 1113년, 크메르 제국의 수르야바르만 2세가 즉위 하여 국내를 통일하고, 베트남 남부에 위치한 참파 왕국과 베트남의 리 왕조를 침입하였다. 1177년에는 참파의 대군이 크메르 제국의 수도인 야소다르프라를 공격하여 파괴했다. 1181년, 참파에 원정하고 있던 자야바르만 7세(1181년 - 1220년?)가 귀국해 즉위 했다. 그는 끈질기고 나라 만들기를 진행시켜 1190년에는 숙적 참파를 항복시켰다. 18세기 말에는 베트남에서 일어난 떠이선의 난의 여파로 캄보디아 국토가 황폐화되기도 하였다. 19세기에, 양국은 프랑스령 인도차이나로 편입되었다. 베트남과 캄보디아의 독립운동가들은 독립을 얻기 위하여 제1차 인도차이나 전쟁(1945년~54년) 기간 동안 프랑스군에 맞서 싸우기 위해서 서로 협력했다. 베트남 전쟁 시기에, 남베트남 해방민족전선의 게릴라들은 캄보디아를 거점으로 하여 베트남 내부에서의 공격을 감행하였다. 미군이 철수하고, 1975년에 베트남과 캄보디아에서 공산주의자가 승리하자, 베트남과 캄보디아 뿐만 아니라, 이 나라들의 북부에 이웃한 라오스도 공산주의 통치하에 놓이게 되었다. 서방 세계의 기대와는 달리, 공산주의 체제의 구축은 캄보디아와 베트남을 서로 친밀하게 하지는 않았다. 1962년 제네바 협약은 캄보디아의 정치 세력인 크메르 루즈의 안전을 보장하지 않았는데, 크메르 루즈는 이것 때문에 베트남을 비난하였고 베트남 공산당과 크메르 루즈는 서로 적개심을 키워나갔다.
1970년 3월 17일 친미 론 놀이 시하누크의 외유 중에 쿠데타를 일으켰다. 10월 9일 시하누크 일파를 추방하고 크메르 공화국의 수립을 선언했다. 론 놀은 정권을 취하면서 격렬한 반베트남 캠페인을 실시해 남 베트남 해방민족전선의 지원이 의심되는 캄보디아 거주지 내의 베트남계 주민을 박해, 학살하였다. 이 때문에 시하누크 시대에 50만명이었던 베트남계 주민 중 20만명이 1970년에 베트남에 대량 귀환하는 사태가 계속되었다.
1978년 1월 베트남을 침공한 폴포트는 베트남과 단교를 선언하였다. 그 즈음 베트남은 소련과의 관계를 강화하고 있었는데, 중-소 대립의 구도로부터, 중국과 관계가 깊은 폴 포트 정권과 대립하게 되었다. 5월에는 중앙의 폴 포트에의 반란의 혐의를 둔 동부군 관할구역을 공격해 동부지구의 대량의 크메르루주 장병이 처형되었다. 이 때문에 베트남에는 10수만 명에 달하는 동부지구 지역의 피난민이 유입되었다.
1978년 12월 25일, 베트남군은 망명 캄보디아 난민으로부터 캄프챠 민족구국통일전선을 조직 해 크메르루주 장교로 베트남에 망명한 헨 삼린을 옹립해 폴 포트 타도를 내걸어 캄보디아에 침공했다. 1979년 1월 6일, 베트남군이 프놈펜을 공략 유폐에 가까운 상태에 있던 시하누크는 다시 북경에 도망갔으며, 폴 포트, 이엔 사리 등 크메르루주는 태국 경계 근처까지 쫓겨나게 되었다. 1월 10일 친베트남의 캄프챠 인민공화국(People's Republic of Kampuchea)이 수립되었다. 그러나 헨 삼린이 이끄는 캄보디아 인민당에 의한 정권은 베트남의 괴뢰 정권이라는 이유로 세계 각국의 승인을 얻을 수 없었다. 동년 2월에는 중국군이 캄보디아 침공의 보복으로 베트남을 공격했다. 그러나 중국은 실전 경험 풍부한 베트남군에 참패해, 3월에 철수하게 된다.
1983년 2월에 열린 인도차이나 3국 정상회담에서 베트남군의 부분적 철수가 결의되었지만, 3월에 베트남군은 폴 포트파의 거점을 공격하였다. 1984년 7월의 동남아시아 국가연합 외상 회담에서 캄보디아에 주둔힌 베트남군의 비난 공동선언을 채택하게 된다. 그러나 베트남군은 내전에 계속 개입하여 1985년 1월에 민주 캄프챠 연합정부의 거점을 공략하여, 3월에 시하누크 국왕파의 거점을 제압하였다. 1988년 3월, 베트남 수상 팬 분이 급사하는 정변이 일어나자, 6월에 베트남군은 철수를 시작해 1989년 9월에 철수를 끝내게 된다. 그 결과 당시 수상의 자리에 있던 훈센은 베트남군의 버팀목을 잃고 세력이 약화되어 내전은 더욱 수렁에 빠지게 되었다.
1990년 6월 4일~5일, 도쿄에서 캄보디아 각파가 참가하는 평화를 향한 직접 대화의 장소로서 캄보디아에 관한 도쿄 회의가 개최되었다. 다음해 1991년 10월 23일, 캄보디아 평화 파리 협정이 개최되어 최종 합의문("국제연합 캄보디아 잠정통치기구(UNTAC)"의 설치, 무장해제와 내전 종결, 난민의 귀환, 제헌의회 선거의 실시 등)에 19개국이 승인함으로써 20년에 이르는 캄보디아 내전이 종결되었다. 전쟁이 끝나고 나서, 양국의 관계는 발전되어 왔다. 베트남, 캄보디아 양국은 ASEAN, 메콩-강가 협력(Mekong-Ganga Cooperation)과 같은 다자간 지역 기구의 가맹국이다. 양국은 국경무역을 개시하고 발전시켰다. 양국은 양국간의 무역액을 2010년까지는 27% 증가한 23억달러, 2015년까지는 65억달러로 증대할 공식적인 목표를 세웠다. 2007년, 베트남은 캄보디아에 12억달러의 물품을 수출하였다. 캄보디아는 베트남 물품의 16번째 수입국에 불과하나, 베트남은 캄보디아의 3번째로 큰 수출 시장이다.

## 캄보디아-타이 관계
13세기 후반에는 타이의 아유타야 왕조가 크메르 제국을 침공하였다. 1431년의 시암 군대에 의한 앙코르 약탈 이후, 크메르의 조신(朝臣)들과 힌두교적 관습들이 아유타야 왕국으로 대량 유입되어 세련된 궁정의례와 정비된 행정제도를 만들었으며 크메르의 관습과 종교적 의식들이 시암의 궁정 문화에 수용되었다. 딱신 대왕은 1768년 방콕 건너편의 대방콕 일부에 속하는 톤부리를 도읍지로 정하고 스스로 왕위에 올라 라오스·캄보디아까지 세력을 넓혔다. 1907년에는 캄보디아는 샴으로부터 앙코르 부근의 영토를 탈환하였다. 2003년 1월, 프놈펜에서 타이의 인기 여배우의 발언으로 촉발된 앙코르 와트와 관련하여 소요가 발생했는데, 캄보디아의 언론과 훈센 총리까지 곤욕을 치른 사건이었다. 당시 타이는 자국민을 보호하기 위해 국경을 폐쇄하고 전투기를 출격시키는 등의 조치를 취했다. 2003년 3월 21일, 캄보디아 정부에서 타이 대사관을 파괴한 보상금으로 600만 달러의 보상금을 지불하고 국경이 다시 개방되었다. 2008년 태국과의 국경에 위치한 프레아 비히어 사원(크메르어: ប្រាសាទព្រះវិហារ, Preah Vihear Prasat)의 유네스코 세계유산 등록을 둘러싸고 캄보디아와 태국은 사원 인근에 각각 군대를 주둔시켰으며 잦은 충돌이 일어나고 있다.

## 캄보디아-미얀마 관계
18세기 말에는 미얀마인의 아유타야 침공의 여파로 캄보디아는 국토가 황폐화되기도 하였다.

## 캄보디아-인도네시아 관계
8세기, 캄보디아는 자바의 사일렌드라 왕국의 침략을 받아 그들의 지배하에 들어갔다.

## 캄보디아-인도 관계
기원후 1세기경에는 메콩강 하류와 하구에서 농경과 어로, 목축을 통해 생활하며 조직화된 사회를 구성한 집단이 나타났으며, 이들은 인도와의 교류를 통해 종교 등의 문화를 받아들이며 인도차이나 반도에 알려진 첫 번째 국가인 푸난을 세웠다. 푸난은 1세기에서 6세기 말 경까지 번영했으며, 이후에는 메콩 강 중류에서 일어난 진랍의 공격을 받아 위축되다가 7세기 중엽 멸망하였다. 진랍 왕조도 인도 문화의 영향을 받아 산스크리트 문자를 사용하였다.

## 캄보디아-프랑스 관계
19세기 중순부터 프랑스에 의한 인도차이나 반도의 식민지화가 시작되었다. 노로돔 국왕은 프랑스와 교섭해 1863년부터 캄보디아는 프랑스의 보호국 즉, 프랑스의 식민지가 되었다. 1887년에는 캄보디아가 프랑스령 인도차이나에 편입되었다. 이후 계속해서 식민지로 남아있다가 1940년에는 일본군이 인도차이나에 침공하였고, 이 기회를 틈타 노로돔 시아누크 국왕은 1945년 3월 12일에 캄보디아의 독립을 선언하였다. 그러나 일본이 연합국에 항복하면서 1946년에는 다시 프랑스의 보호 하로 돌아와 독립은 소멸하게 된다. 시아누크 국왕은 끈질기게 독립 운동을 계속해 1947년에는 헌법을 공포하였고, 1949년에 프랑스 연합 내에서의 독립을 선언하였다. 1953년에는 경찰권, 군사권을 회복해 완전 독립을 이룰 수 있었다. 1954년 프랑스 공동체 내의 자치국으로 독립했지만, 베트남 전쟁 등의 영향으로 인해 크메르 루즈가 득세하는 등 계속해서 정권이 불안정했다.

## 캄보디아-미국 관계
1965년 5월 시하누크는 북 베트남에 폭격을 행하는 미국과의 단교를 선언했다. 론 놀은 1970년 4월 호치민 루트를 분쇄하기 위해 미군과 남 베트남군에 자국을 참전시켰다. 게다가 1968년부터 국지적으로 행해져 오던 미군에 의한 캄보디아 공중 폭격을 인구 밀도가 높은 지역을 포함한 캄보디아 전역으로 확대시켰다. 미군의 폭격으로 인해 수 십 만명의 농민이 희생이 되었고, 대량의 국내 난민이 발생해 농업 생산은 격감했다. 1971년 1월 미국은 론 놀 정권 지원을 위해서 남 베트남 파견군의 일부를 캄보디아에 투입 시켰다. 10월 론 놀은 군사 독재체제를 선언해, 1972년 3월에 신헌법을 공포했다. 그러나 1973년 3월 29일 미국이 베트남으로부터 완전 철수를 했기 때문에, 론 놀은 강력한 후원자를 잃게 되었다. 1975년 4월 17일 세력이 약해진 론 놀은 하와이로 망명하였다.

## 같이 보기
- 캄보디아 주재 외국공관 목록
- 캄보디아의 재외공관 목록